# Combiné nordique aux Jeux olympiques de 1964
Pour des articles plus généraux, voir Combiné nordique aux Jeux olympiques et Jeux olympiques d'hiver de 1964.
Navigation
Squaw Valley 1960 Grenoble 1968
Les épreuves de combiné nordique aux Jeux olympiques d'hiver de 1964 ont lieu du 2 au 3 février 1964 à Seefeld in Tirol.

## Podium
| Épreuves                   | Or                   | Argent                  | Bronze            |
| -------------------------- | -------------------- | ----------------------- | ----------------- |
| Hommes résultats détaillés | Tormod Knutsen (NOR) | Nikolaï Kisseliov (URS) | Georg Thoma (EUA) |

## Résultats
| Rang                                | Athlète                     | Points          |
| ----------------------------------- | --------------------------- | --------------- |
| Médaille d'or, Jeux olympiques      | Tormod Knutsen (NOR)        | 469.28          |
| Médaille d'argent, Jeux olympiques  | Nikolaï Kisseliov (URS)     | 453.04          |
| Médaille de bronze, Jeux olympiques | Georg Thoma (EUA)           | 452.88          |
| 4                                   | Nikolay Gusakov (URS)       | 449.36          |
| 5                                   | Arne Larsen (NOR)           | 430.63          |
| 6                                   | Arne Barhaugen (NOR)        | 425.63          |
| 7                                   | Vyacheslav Dryagin (URS)    | 422.75          |
| 8                                   | Ezio Damolin (ITA)          | 419.54          |
| 9                                   | Rainer Dietel (EUA)         | 417.14          |
| 10                                  | Willi Köstinger (AUT)       | 413.68          |
| 11                                  | Bjørn Wirkola (NOR)         | 413.54          |
| 12                                  | Alois Kälin (SUI)           | 413.23          |
| 13                                  | Štefan Olekšák (TCH)        | 409.78          |
| 14                                  | Erwin Fiedor (POL)          | 406.16          |
| 15                                  | John Bower (USA)            | 403.76          |
| 16                                  | Roland Weisspflog (EUA)     | 401.70          |
| 17                                  | Horst Möhwald (EUA)         | 396.18          |
| 18                                  | Enzo Perin (ITA)            | 391.82          |
| 19                                  | Waldemar Heigenhauser (AUT) | 378.72          |
| 20                                  | Takashi Fujisawa (JPN)      | 375.22          |
| 21                                  | Josef Kutheil (TCH)         | 370.36          |
| 22                                  | Erkki Luiro (FIN)           | 369.50          |
| 23                                  | Raimo Majuri (FIN)          | 368.22          |
| 24                                  | Miloslav Švaříček (TCH)     | 358.88          |
| 25                                  | Esa Klinga (FIN)            | 352.59          |
| 26                                  | Raimo Partanen (FIN)        | 348.38          |
| 27                                  | Jim Shea (USA)              | 346.76          |
| 28                                  | Leopold Kohl (AUT)          | 341.86          |
| 29                                  | Franz Scherübl (AUT)        | 338.60          |
| 30                                  | Eiichi Tanaka (JPN)         | 337.50          |
| 31                                  | Akemi Taniguchi (JPN)       | 291.51          |
|                                     | Jim Page (USA)              | N'a pas terminé |